# Spiegeleitje
Het spiegeleitje (Diaphorodoris luteocincta) is een slakkensoort uit de familie van de sterslakken (Onchidorididae). De wetenschappelijke naam van de soort werd in 1870 voor het eerst geldig gepubliceerd in door M. Sars.

## Beschrijving
Het spiegeleitje is zeenaaktslak die tot 11 mm lang kan worden. In tegenstelling tot de soorten uit het Onchidoris-geslacht heeft het spiegeleitje een opvallende kleur. De mantel is wit met een centrale rode vlek midden op de rug. De manteltuberkels zijn wit en kegelvormig en om de mantelrand loopt een gele band. Deze sterslak voedt zich met de mosdiertjes van het Nolella-geslacht en wordt met name gevonden op met slib bedekte rotsen.

## Verspreiding
Deze soort wordt gevonden langs de Europese kusten van de Atlantische Oceaan, van het zuiden van Noorwegen tot aan de Middellandse Zee. Verschillende andere soorten komen voor in de Middellandse Zee en de echte D. luteocincta komt daar mogelijk niet voor. Diaphorodoris alba, voorheen bekend als variëteit alba, die voorkomt in de Middellandse Zee en in het noorden tot de zuidkust van Groot-Brittannië, is een aparte soort. Deze mist meestal het rode pigment in het midden van de rug en heeft een dikkere gele randlijn die zich onder de rand van de mantel uitstrekt. In 2017 werd tijdens een duikexpeditie deze soort voor het eerst op de Doggersbank in het Nederlandse deel van de Noordzee waargenomen.